# Міст двох Америк
8°56′35″ пн. ш. 79°33′54″ зх. д. / 8.9430555555556° пн. ш. 79.565° зх. д.

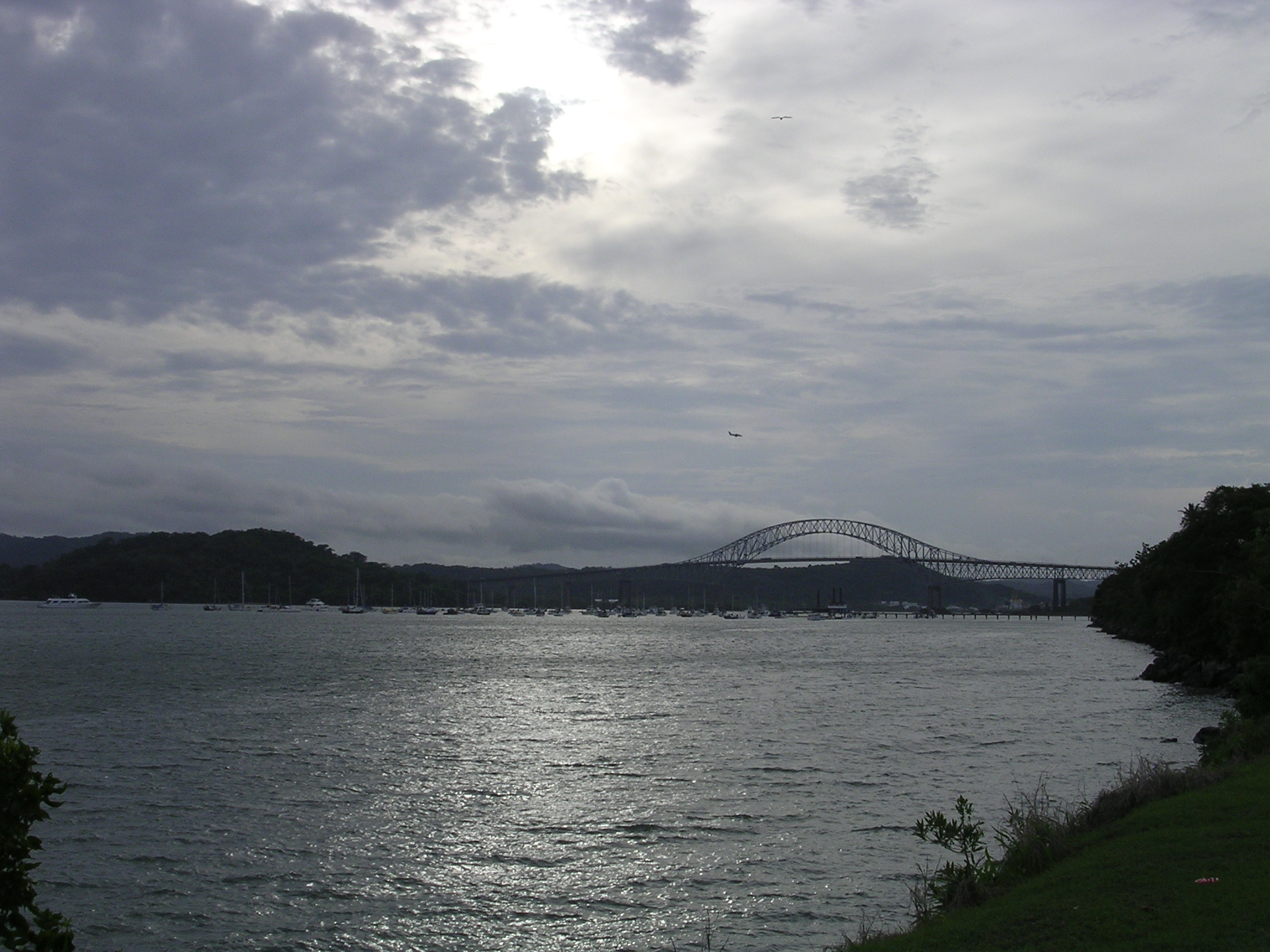
Міст двох Америк

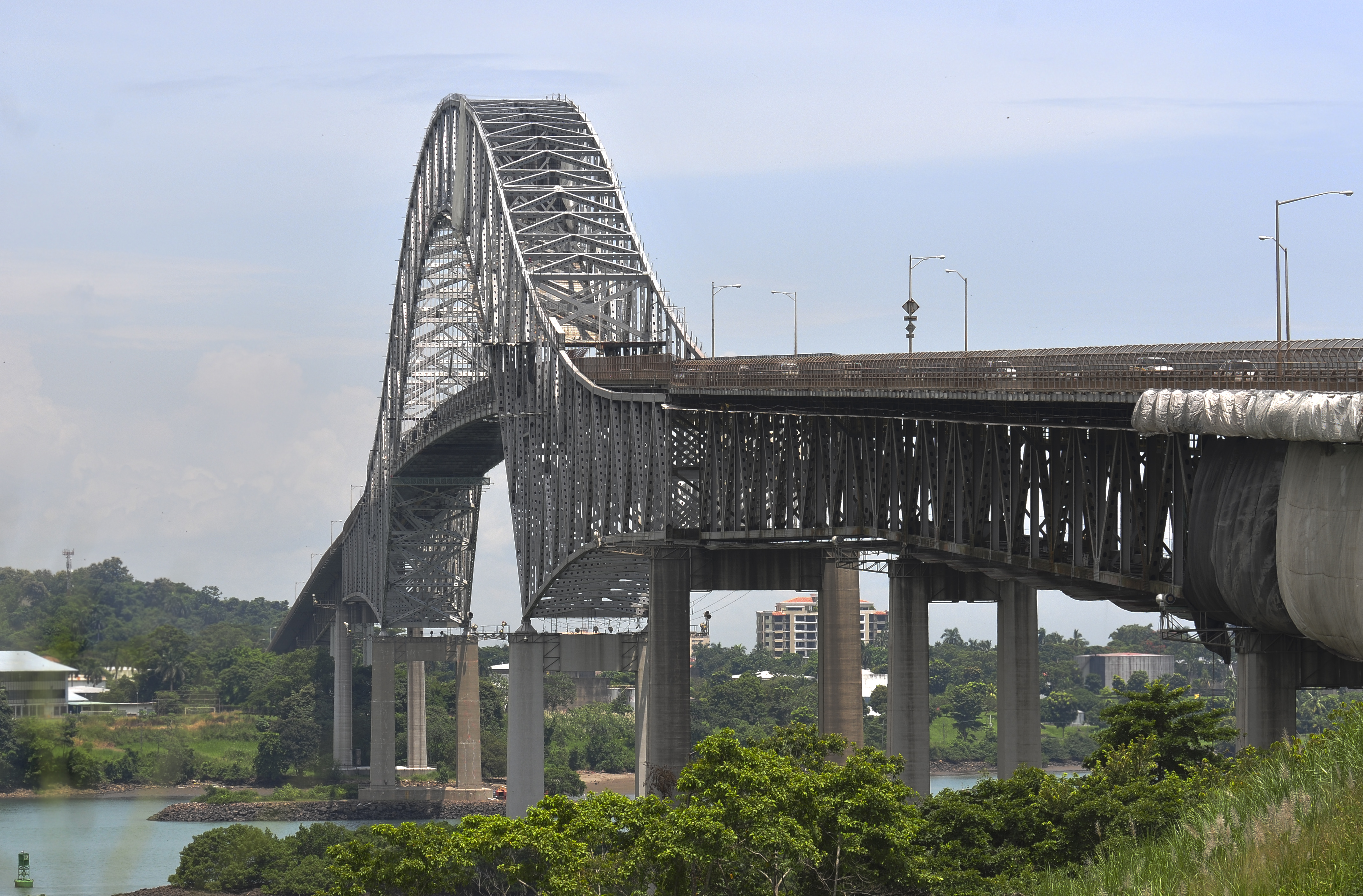
Міст двох Америк

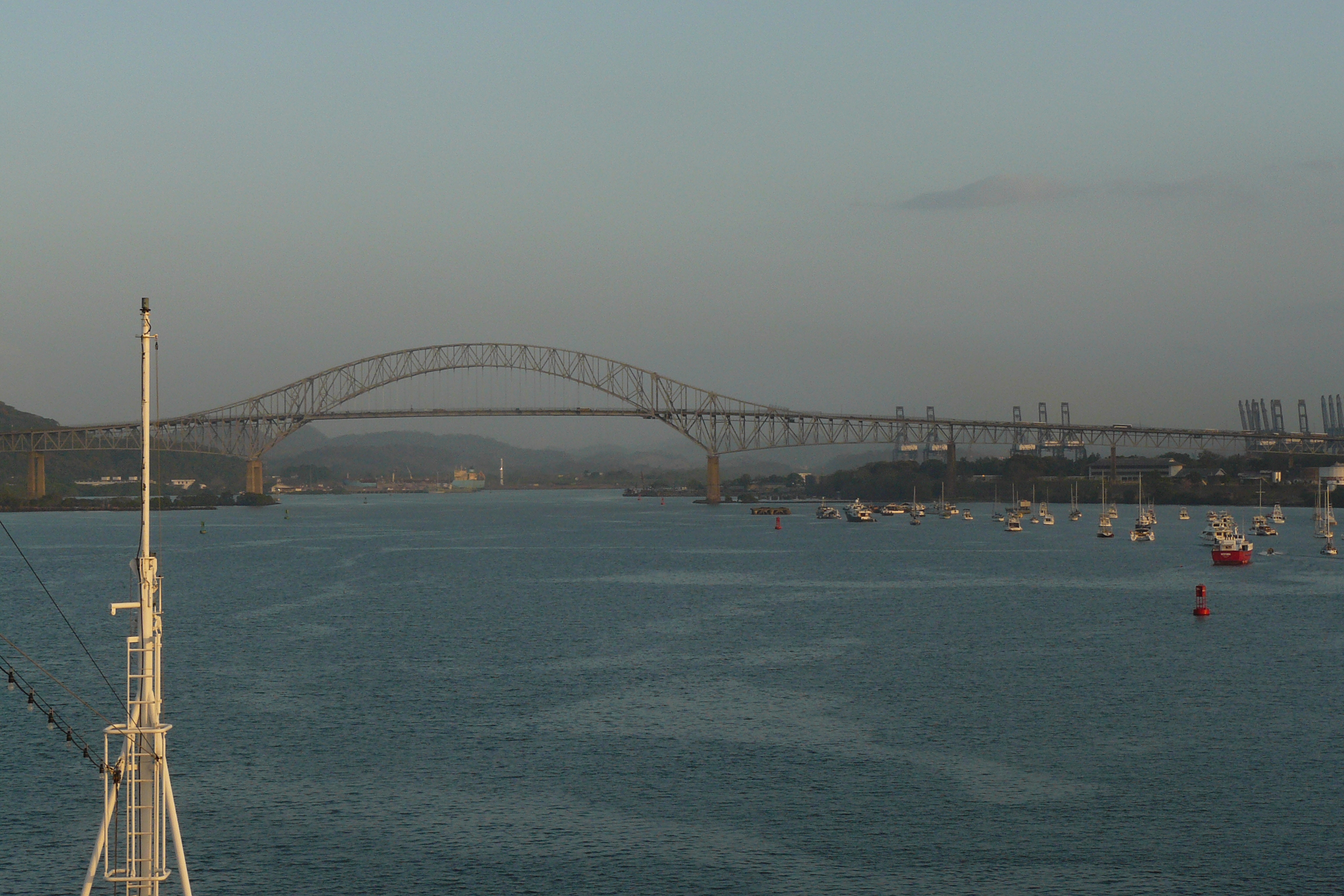
Міст двох Америк

Міст двох Америк (ісп. Puente de las Américas; спочатку відомий як Thatcher Ferry Bridge) — автодорожний міст у Республіці Панама, що перетинає підхід Тихого океану до Панамського каналу.
Міст був побудований в 1962 році і коштував 20 мільйонів доларів США.
До відкриття Моста Століття в 2004 році він був єдиним нерозвідним мостом, що сполучав Північно- та Південно- Американські землі.
Раніше існували лише два розвідні мости через Панамський канал, один на шлюзі Мірафлорес і один на шлюзі Гатун. Міст двох Америк спроектувала американська фірма Sverdrup & Parcel.

## Опис
Міст двох Америк перетинає підступ Тихого океану до Панамського каналу в Бальбоа, неподалік міста Панама.
Його побудовано в 1959—1962 роках, вартість будівництва становила 20 мільйонів доларів США.
Від його відкриття в 1962 році і до відкриття Міста Століття в 2004 році Міст двох Америк був ключовою ланкою Панамериканського шосе.
Міст двох Америк значно збільшив обсяг дорожнього руху через канал.
До нього існували два мости, що перетинали канал, але вони були розвідними і мали обмежену пропускну здатність.
Одним із них був невеликий автодорожний міст, збудований на шлюзі Гатун, а другим — автомобільно-залізничний міст, збудований в 1942 році на шлюзі Мірафлорес.
Міст двох Америк і потім Міст Століття побудовані для усунення вузького місця та зменшення заторів на мостах під час руху між Північною та Південною Америкою.
Міст має консольну конструкцію, в якій підвісний проліт зроблено у вигляді арки із затяжкою
.
Загальна довжина мосту становить 1654 м, він має 14 прольотів від опори до опори.
Довжина головного прольоту становить 344 м, він з'єднаний аркою (центральна частина основного прольоту) завдовжки 259 м.
Найвища точка мосту становить 117 м над середнім рівнем моря.
Просвіт під основним прольотом дорівнює 61,3 під час припливу. Судна, що проходять під цим мостом каналом, мають саме таке обмеження за висотою.
Найбільші круїзні лайнери у світі, Oasis of the Seas, Allure of the Seas, Harmony of the Seas та Symphony of the Seas поміститься в розширених шлюзах каналу, але вони занадто високі, щоб пройти під мостом двох Америк навіть під час відливу, якщо Міст двох Америк не буде піднятий у майбутньому.
(Міст Століття також є перешкодою для суден, але його кліренс набагато більший: 80,0 м).
Міст є вражаючим видовищем, гарний вигляд має з яхт-клубу в Бальбоа, де безліч невеликих човнів швартуються до або після проходу через канал.
Протягом усього дня та ночі численні судна проходять під мостом під час в'їзду та виїзду через Панамський канал.
На обох кінцях мосту є широкі пандуси, що забезпечують в'їзд на міст і з'їзд з нього, вздовж кожної сторони мосту є пішохідні доріжки, проте рух пішоходів через міст не дозволяється.

## Історія

### Необхідність будівництва
З початку французького проекту з будівництва Панамського каналу було визнано, що міста Колон та Панама будуть відокремлені від решти республіки новим каналом.
Ця проблема стояла навіть під час будівництва, коли для перевезення будівельників через канал використовували баржі.
Після відкриття каналу все зростаюча кількість автомобілів, а також будівництво нової дороги, що веде в Чирики на заході Панами, викликало підвищену потребу в будь-якому засобі перетину каналу.
Механічне відділення Панамського каналу звернулося до цієї проблеми в серпні 1931 року і ввело в експлуатацію два нові пороми: Presidente Amador та President Washington
.
Послуги були розширені в серпні 1940 року запуском додаткових барж, в основному, військових.
3 червня 1942 року автомобільно-залізничний розвідний міст було відкрито на шлюзі Мірафлорес.
Хоча ним можна було скористатися лише тоді, коли кораблі не проходили через канал, це дало деяке полегшення для руху машин, що потребували перетнути канал.
Проте було зрозуміло, що знадобиться більш істотне рішення.
Для задоволення зростаючих потреб автомобільного руху у листопаді 1942 був пущений ще один пором: Presidente Porras.

## Проект
Ідея нерозвідного мосту через канал була запропонована як один з основних пріоритетів ще в 1923 році.
Наступні уряди Панами вимагали вирішення цього питання зі Сполученими Штатами, які контролювали зону Панамського каналу.
В 1955 році було підписано договір Ремона-Ейзенхауера, за яким Сполучені Штати зобов'язувалися побудувати міст.
Контракт на 20 млн доларів здобула «John F. Beasly & Company», що й збудувала міст із сталі та залізобетону.
Здійснення проекту розпочалося з церемонії, що відбулася 23 грудня 1958 року у присутності посла США Джуліана Гаррінгтона та президента Панами Ернесто де ла Гуардіа Наварро.
Будівництво розпочалося 12 жовтня 1959 року та зайняло близько двох з половиною років.
Відкриття мосту відбулося 12 жовтня 1962 року на великій церемонії.
День розпочався з концерту оркестру американської армії та ВПС за участю Панамської національної гвардії.
Потім пішли промови, молитви, музика та національні гімни обох країн.
Стрічку розрізав Моріс Тетчер, після чого присутні пройшли через міст.
Церемонія повністю висвітлювалася у загальнонаціональному масштабі на радіо та телебаченні.
Для управління великими скупченнями людей було вжито посилені заходи безпеки.
Але їх виявилося недостатньо, про-панамські протестуючі зірвали церемонію і навіть зняли меморіальні дошки на мосту
.

## Після завершення будівництва
Після відкриття міст став важливою складовою частиною Панамериканського шосе, ним проїжджали близько 9500 автомобілів на добу.
З часом він був розширений, і до 2004 року міст пропускав вже 35000 автомобілів на добу.
Але цього було недостатньо для потреб, і міст став вузьким місцем на шосе.
Для вирішення проблеми знадобилося будівництво нового мосту Століття, який тепер також входить до структури Панамериканського шосе.
18 травня 2010 року корабель Atlantic Hero, що перевозить навалочні вантажі, через втрату потужності двигуна вдарив в одну із захисних опор моста, частково заблокувавши цю частину каналу для руху суден.
Міст не отримав пошкоджень, і ніхто не загинув.
У грудні 2010 року під'їзна дорога мосту Століття впала в селевий потік, і комерційні перевезення були спрямовані на Міст двох Америк

.